# Daniel de Superville (1657-1728)
 (mai 2010).
Si vous disposez d'ouvrages ou d'articles de référence ou si vous connaissez des sites web de qualité traitant du thème abordé ici, merci de compléter l'article en donnant les références utiles à sa vérifiabilité et en les liant à la section « Notes et références ».
Pour les articles homonymes, voir Daniel de Superville.
Daniel de Superville (Saumur, Août 1657 - Rotterdam, 9 juin 1728) fut un théologien calviniste néerlandais d'origine française.

## Biographie
Daniel de Superville, né à Saumur dans une famille protestante d'origine béarnaise, fils du médecin niortais Jacques de Superville (?-1679) et de Marthe Pilet, fut très tôt désigné pour devenir pasteur. Il étudia la théologie à Saumur, puis, de 1677 à 1679, à Genève.
En 1683, il fut nommé pasteur de l'église protestante de Loudun. Après la révocation de l'édit de Nantes, il se réfugia à Rotterdam. En 1691, les autorités y créèrent spécialement pour lui un pastorat, qu'il occupa jusqu'en 1724, où il demanda à en être déchargé. Son fils Daniel de Superville (1700-1762) lui succéda en 1725.

## Œuvres
- Les véritez et les devoirs de la religion chrétienne, ou Catéchisme pour l'instruction de la jeunesse, Rotterdam, 1706, Amsterdam, 1708.
- Le vrai communiant ou Traité de la Sainte cène et des moiens d'y bien participer, Rotterdam, 1718.
- De ware disgenoot aan des Heren tafel of verhandeling van 't H. Avondmaal, Rotterdam, 1722.
- Sermons sur divers textes de l'Écriture Sainte, Rotterdam, 1724, 1726. 4 vol.